# Paul van der Sterren
Paul van der Sterren (ur. 17 marca 1956 w Venlo) – holenderski szachista, arcymistrz od 1990 roku.

## Kariera szachowa

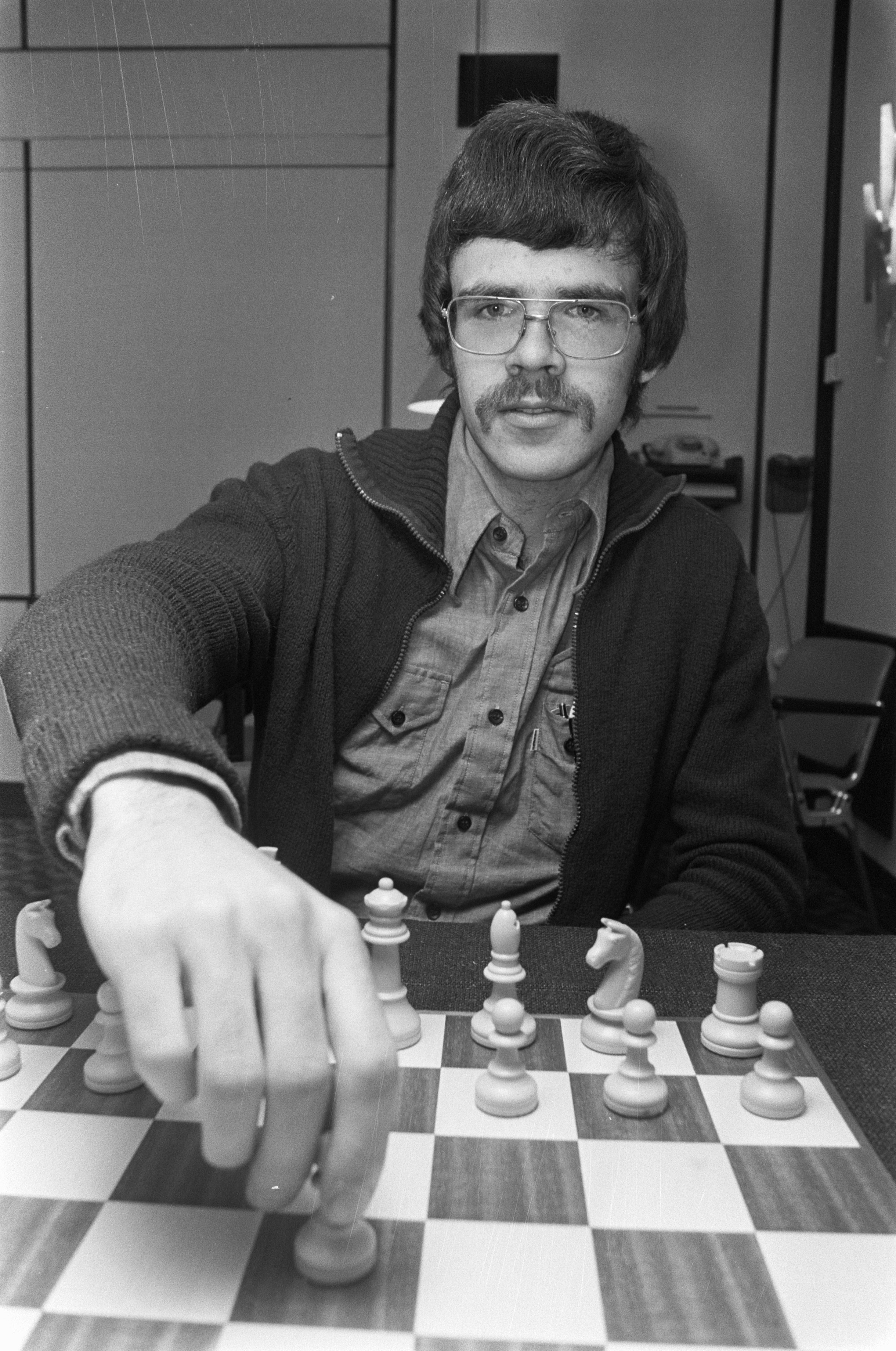
Paul van der Sterren,
Leeuwarden 1977

Na arenie międzynarodowej pojawił się w roku 1974, startując w mistrzostwach Europy juniorów w Groningen. W ciągu dwóch kolejnych dekad odniósł następujące sukcesy: II miejsce w Wijk aan Zee (turniej B) w roku 1979, I-II miejsce w Londynie w roku 1980, I miejsce w mistrzostwach Holandii w Hilversum w roku 1985, brązowy medal (wraz z drużyną narodową) na olimpiadzie szachowej w Salonikach w roku 1988, I miejsce w turnieju otwartym w Ostendzie oraz I miejsce (wraz z Jeroenem Piketem) w Monachium w roku 1989, II miejsce (za Aleksandrem Czerninem) w Altensteigu w roku 1991 oraz I miejsce (wraz z Markusem Stanglem) w Nettetal w roku 1992.
Rok 1993 był zdecydowanie najlepszym w jego karierze. Po raz drugi został mistrzem Holandii, a następnie zwyciężył (wraz z Loekiem van Wely) w turnieju strefowym w Brukseli. Ogromną niespodziankę sprawił na turnieju międzystrefowym w Biel, zajmując II miejsce (za Borysem Gelfandem) i zdobywając awans do meczów pretendentów. W rozegranym w roku 1994 w Wijk aan Zee spotkaniu I rundy uległ jednak Gacie Kamskiemu w stosunku 2½ - 4½. W tym samym roku zwyciężył również w turnieju otwartym w Antwerpii (przed Wiktorem Korcznojem).
W kolejnych latach nie notował już turniejowych zwycięstw. W roku 1997 wystąpił w Groningen na mistrzostwach świata FIDE, rozgrywanych systemem pucharowym, ale odpadł w I rundzie, przegrywając z Michałem Krasenkowem.
W latach 1982–2000 ośmiokrotnie reprezentował barwy Holandii na szachowych olimpiadach, w roku 1988 zdobywając wraz z drużyną brązowy medal. Oprócz tego, w roku 1983 wystąpił na drużynowych mistrzostwach Europy w Płowdiwie.
Najwyższy ranking w karierze osiągnął 1 stycznia 1994 r., z wynikiem 2605 punktów dzielił wówczas 45-54. miejsce na światowej liście FIDE, jednocześnie dzieląc 2-3. miejsce (za Janem Timmanem, wspólnie z Jeroenem Piketem) wśród holenderskich szachistów. Od 2002 r. praktycznie nie występuje w turniejach klasyfikowanych przez Międzynarodową Federację Szachową.